# 播磨灘
播磨灘（はりまなだ）は、瀬戸内海東部の海域。東は淡路島、西は小豆島、南は四国、北は本州で区切られ、北西に家島諸島がある。明石海峡で大阪湾、鳴門海峡で紀伊水道、小豆島付近で備讃瀬戸にそれぞれ接続する。

## 地理
海域面積は3,426平方キロメートル、平均水深は25.9メートル、容積は889億立方メートル。深さ40メートル前後であるが、海峡部では100メートルを越えるところもある。大阪湾の西の延長で近畿地方から中国地方・四国地方・九州地方方面への重要な航路が横断する。関係府県は、兵庫県、岡山県、徳島県、香川県である。
播磨灘北東部には明石海峡の西側から南西方向に伸びる「鹿ノ瀬」と呼ばれる浅瀬（水深5〜30メートル）があり、東西約20キロメートル、南北約5キロメートルの範囲で広がっている。
岩礁が多く、鯛などの好漁場。イカナゴもよく獲れ、イカナゴの釘煮（佃煮）は播州の特産品であったが、海砂の採取によってイカナゴの生息地が打撃を受けたことから減産している。このイカナゴの減少には、きれいな海を目指しての水質規制が効き過ぎた結果との見方もある。少数ではあるがスナメリも生息しており、試験的なイルカウォッチングも行われている。
| 姫路 淡路島 四国 家島諸島 小豆島 [[明石海峡\|明石海峡]] 播磨灘 大阪湾 鳴門海峡 [[紀伊水道\|紀伊水道]] |
| ランドサット7号 (Landsat 7) が撮影した播磨灘。 ※表示環境によっては文字がずれることがあります。        |

## 播磨灘に流れ込む主な川
○出典：環境省
- 一級河川
  - 加古川、揖保川、吉井川、旭川
- 二級水系 - 107水系

## 播磨灘にある港町
- 坂越
- 鰯浜
- 岩見
- 室津
- 福浦
- 引田
- 高須（高砂市）
- 日生（岡山県）
- 牛窓（岡山県）

### 工業港湾
- 姫路港（飾磨・広畑・網干）
- 東播磨港

## 播磨灘に面する島
- 淡路島
- 家島諸島
  - 家島
  - 男鹿島
  - 坊勢島
  - 西島
- 小豆島
- 牛窓諸島
  - 前島